# Северо-Гундоровский
Северо-Гундоровский (укр. Сєверо-Гундорівський) — посёлок, относится к Краснодонскому городскому совету Луганской области. Находится под контролем самопровозглашённой Луганской Народной Республики.

## Географическое положение
Соседние населённые пункты: посёлок Северный, сёла Беленькое на юго-востоке, Поповка на востоке, Подгорное и Большой Суходол на севере, Дружное, Липовое и Радостное на северо-западе, Малый Суходол и город Суходольск на западе, посёлки Урало-Кавказ и Западный на юго-западе.

## История
В 1976 году основой экономики посёлка была добыча угля.
В январе 1989 года численность населения составляла 2001 человек.
По переписи 2001 года население составляло 1496 человек.
На 1 января 2013 года численность населения составляла 1108 человек.
С весны 2014 года посёлок подконтролен Луганской Народной Республике.

## Экономика
- угольная шахта[7].

## Транспорт
Находится в 11 км от железнодорожной станции Изварино (линия Родаково — Лихая).

## Местный совет
94425, Луганская обл., Краснодонский городской совет, пгт. Северный, ул. Ленина, 6